# Karlbergs slott

Karlbergs slott ligger vid Karlbergssjön i Solna, gränsande till Stockholm norr om Kungsholmens västra del, söder om Tomteboda, öster om Pampas Marina och väster om Vasastaden. I slottet inryms i dag Militärhögskolan Karlberg. 
Karlbergs Krigsakademi för officerare är världens äldsta krigsakademi på samma plats och i samma byggnad.

## Historia

### Huvudbyggnaden

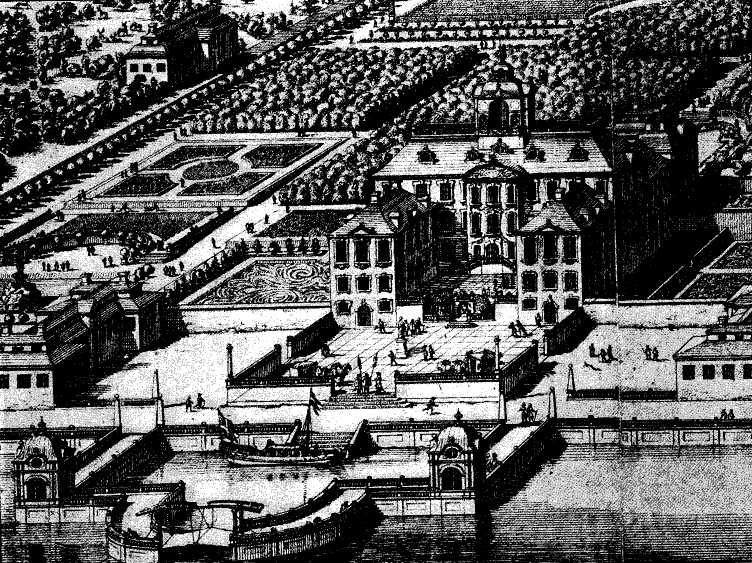
Karlbergs slott på 1690-talet.
Ur Suecia antiqua et hodierna.

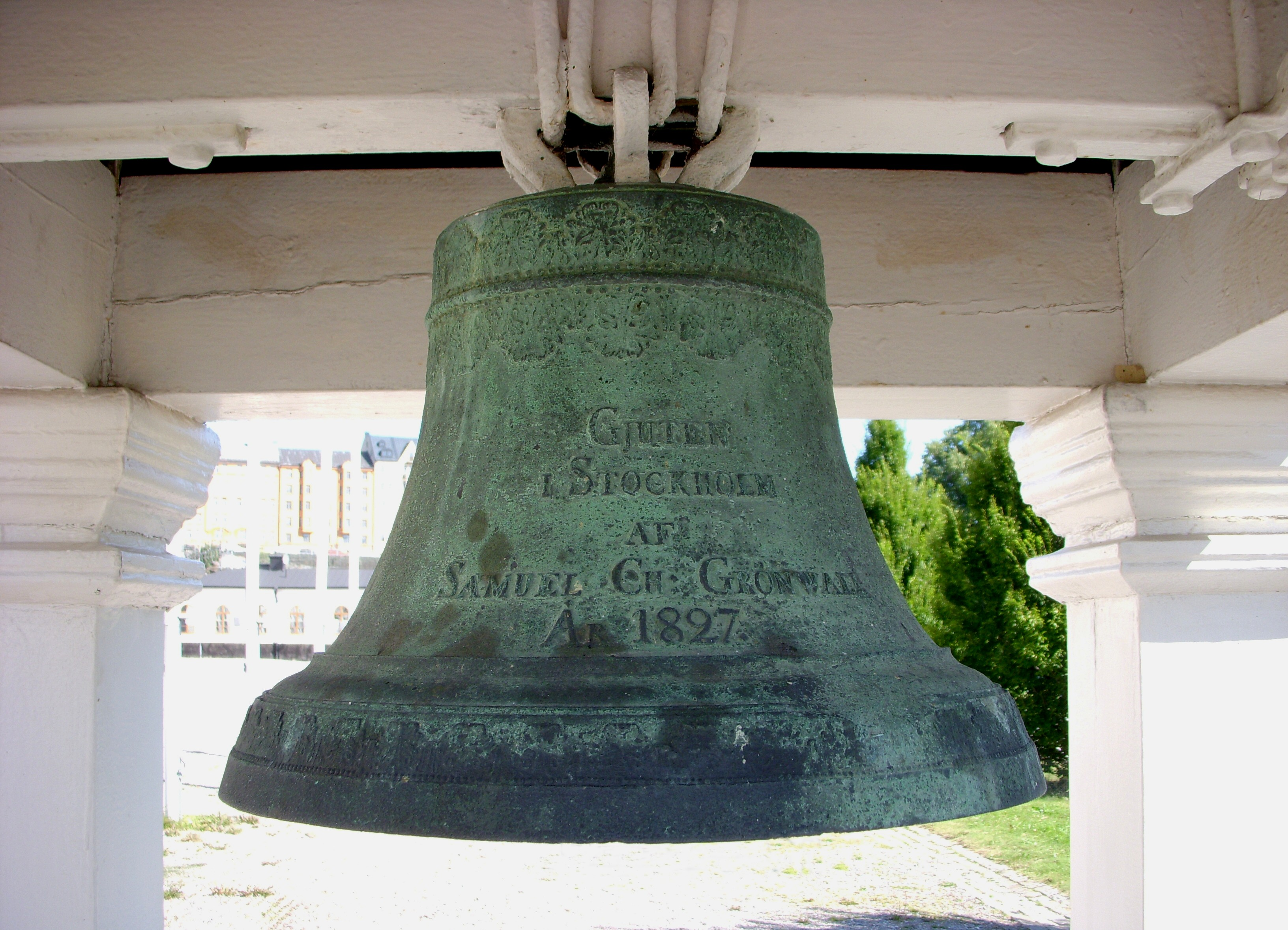
Borggårdsklockan från 1827.

På 1620-talet blev Gustav II Adolfs halvbror, riksamiralen Carl Carlsson Gyllenhielm och hans fru Christina Ribbing, ägare av tre byar inom Solna socken. Av dessa bildades ett säteri som fick namnet Karlberg. År 1634 byggdes ett större stenhus som utgör kärnan i den nuvarande anläggningen. Efter Carls död 1650 stod det tomt tills Magnus Gabriel De la Gardie köpte det nitton år senare. 
De la Gardie byggde ut slottet och gjorde om det mesta av dess interiör till det praktfulla skick det har än idag. När De la Gardie på grund av ekonomiska bekymmer tvingades lämna Karlberg, tog Johan Gabriel Stenbock vid, men år 1688 gick slottet över i kunglig ägo.
Den kungliga familjen bodde ofta på Karlberg, speciellt sommartid. Karl XI:s hustru, drottning Ulrika Eleonora d.ä., startade ett barnhem med tillhörande väveri på Karlbergs slott, kallad Tapetskolan vid Karlberg, och hennes egen son Karl XII växte till stor del upp på slottet. Ulrika Eleonora d.ä avled på Karlbergs slott den 26 juli 1693. 
Den 28 oktober 1766 reste kronprinsparet Gustav, sedermera Gustav III, och Sofia Magdalena, till slottet som de hade fått dispositionsrätt till. Paret stannade enbart några timmar innan de gav sig iväg till Drottningholms slott då Karlbergs slott länge varit förfallet och omöblerat. Slottet var kungligt lustslott ända fram till 1792 då Gustav III, efter ett förslag från Göran Magnus Sprengtporten, bildade Kungliga krigsakademien på Karlberg. Sedan dess är Karlberg Krigsakademi för officerare och därmed världens äldsta krigsakademi på samma plats och i samma byggnad. De båda trevåningsflyglarna tillkom 1792-1793 efter ritningar av Carl Christoffer Gjörwell. Teglet till dessa flyglar kom från Gustav III:s ofullbordade slottsbyggnad (Haga slottsruin) i Hagaparken.
Numera utbildas 300 yrkesofficerare och blivande yrkesofficerare om året vid Militärhögskolan Karlberg. Omkring 150 officerare och civila anställda arbetar här. Karlberg, som nyligen har restaurerats, är ett statligt byggnadsminne och utgör ett riksintresse för kulturminnesvården.

### Borggårdsklockan
Klockstapeln med den så kallade Borggårdsklockan står i centralaxeln utanför södra fasadens huvudentré. Den första klockstapeln kom till sannolikt på 1790-talet. I samband med en ombyggnad monterades 1827 en ny klocka, som togs bort tillsammans med klockstapeln år 1893. Nuvarande klockstapel restes pingstafton 1954 och hade byggts efter sina historiska föregångare. Klockan är gjuten 1827 av Samuel Grönwall i Stockholm.

### Stallbyggnaden och andra byggnader
Väster om slottsanläggningen finns tre små panelbeklädda och rödfärgade timmerhus, som numera kallas "Hovmästarbostaden", dessa uppfördes troligen på 1720-talet. På 1730-talet lät Fredrik I bygga nya stall- och vagnshusbyggnader, ritade av Carl Hårleman. Stallbyggnaden ligger i östra delen av slottsparken. Byggnaden är slätputsad och avfärgad i ockrakulör. Huset har plåttak och känns igen på de fyra urnorna av gotlandssten på taket. Stallet byggdes om till kasern på 1790-talet och vagnshuset till stall.

### Bilder, slottsbyggnaderna

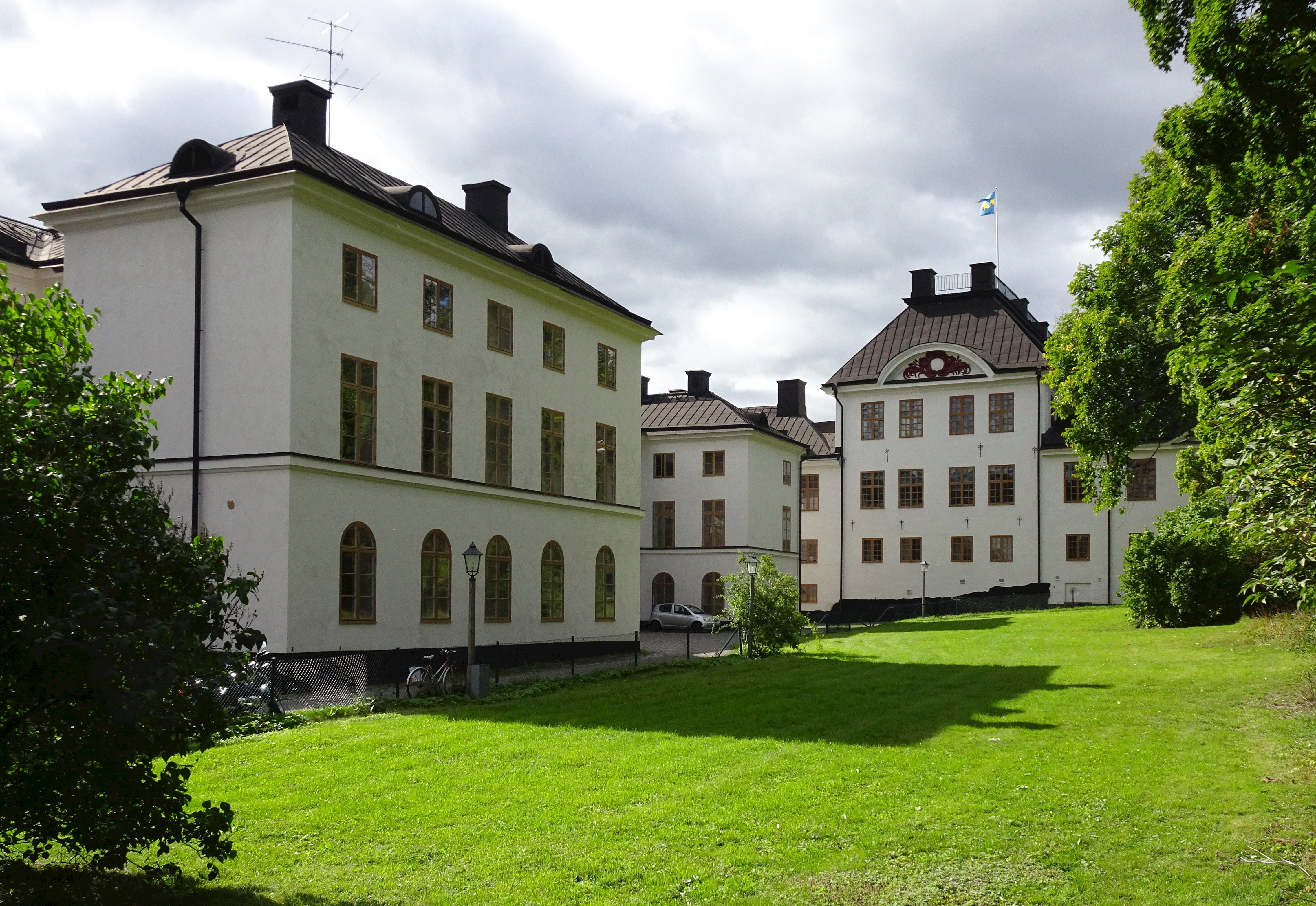
Sydvästra flygeln
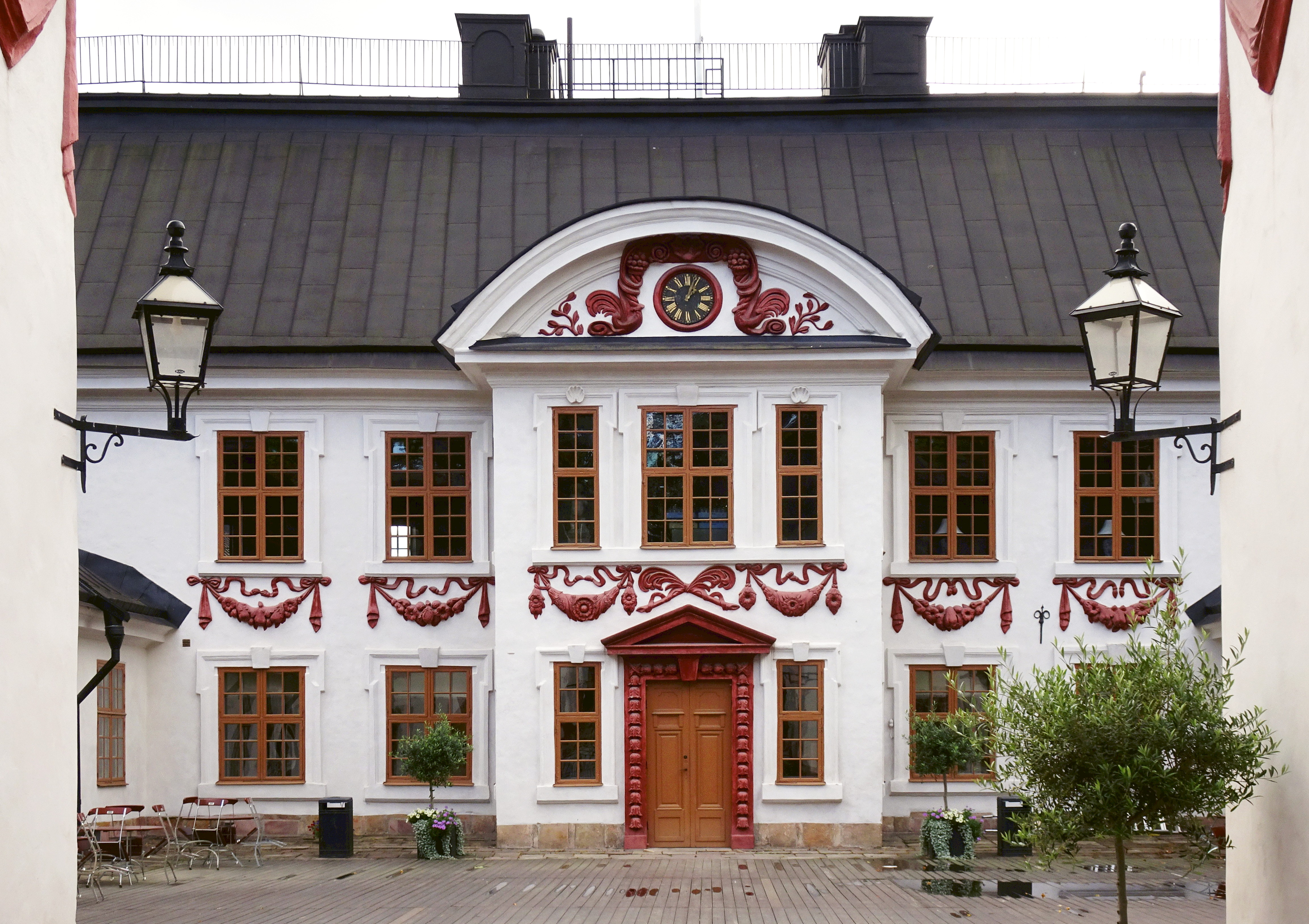
Mittparti mot norr
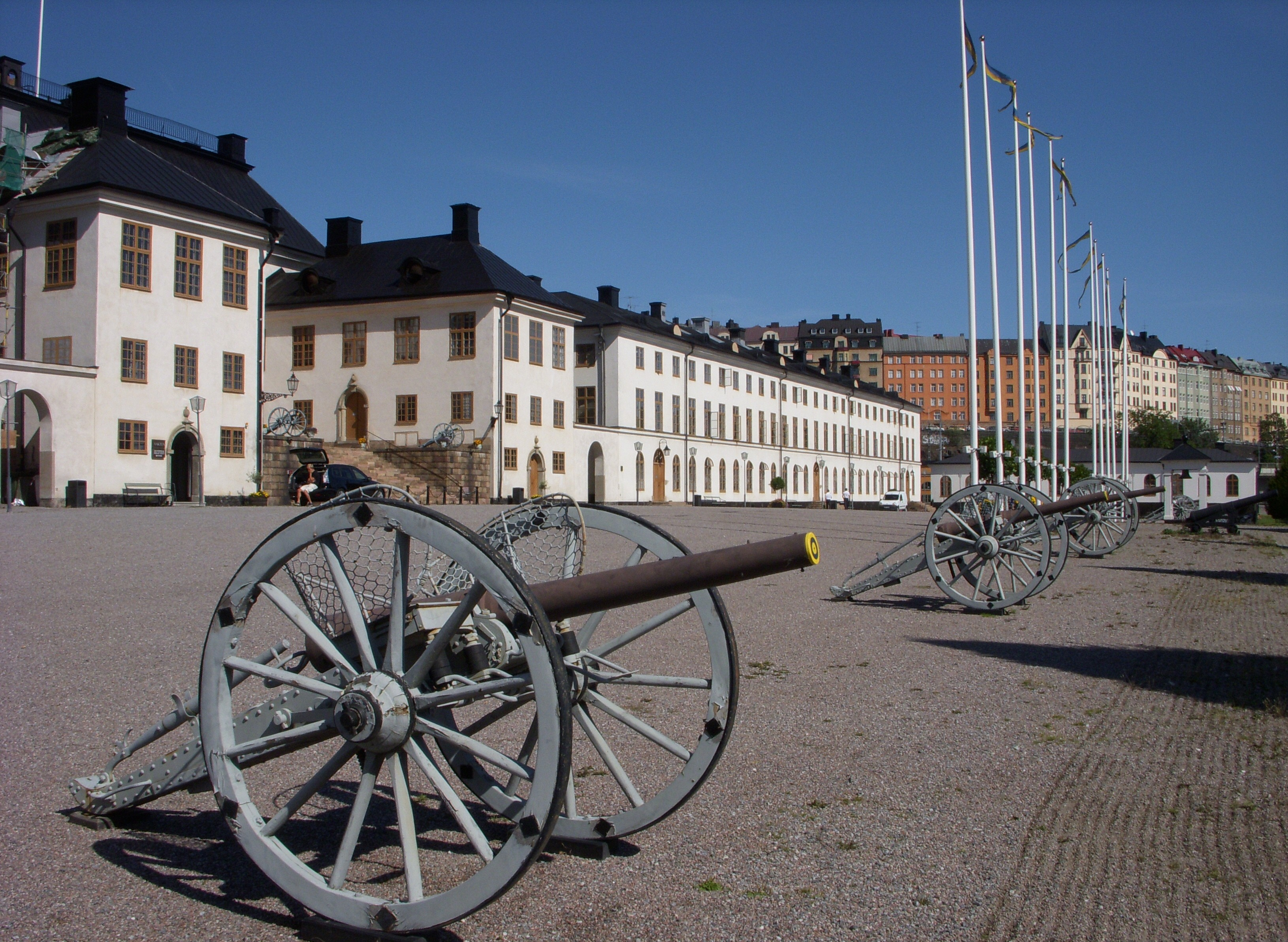
Huvudbyggnad, sydsidan
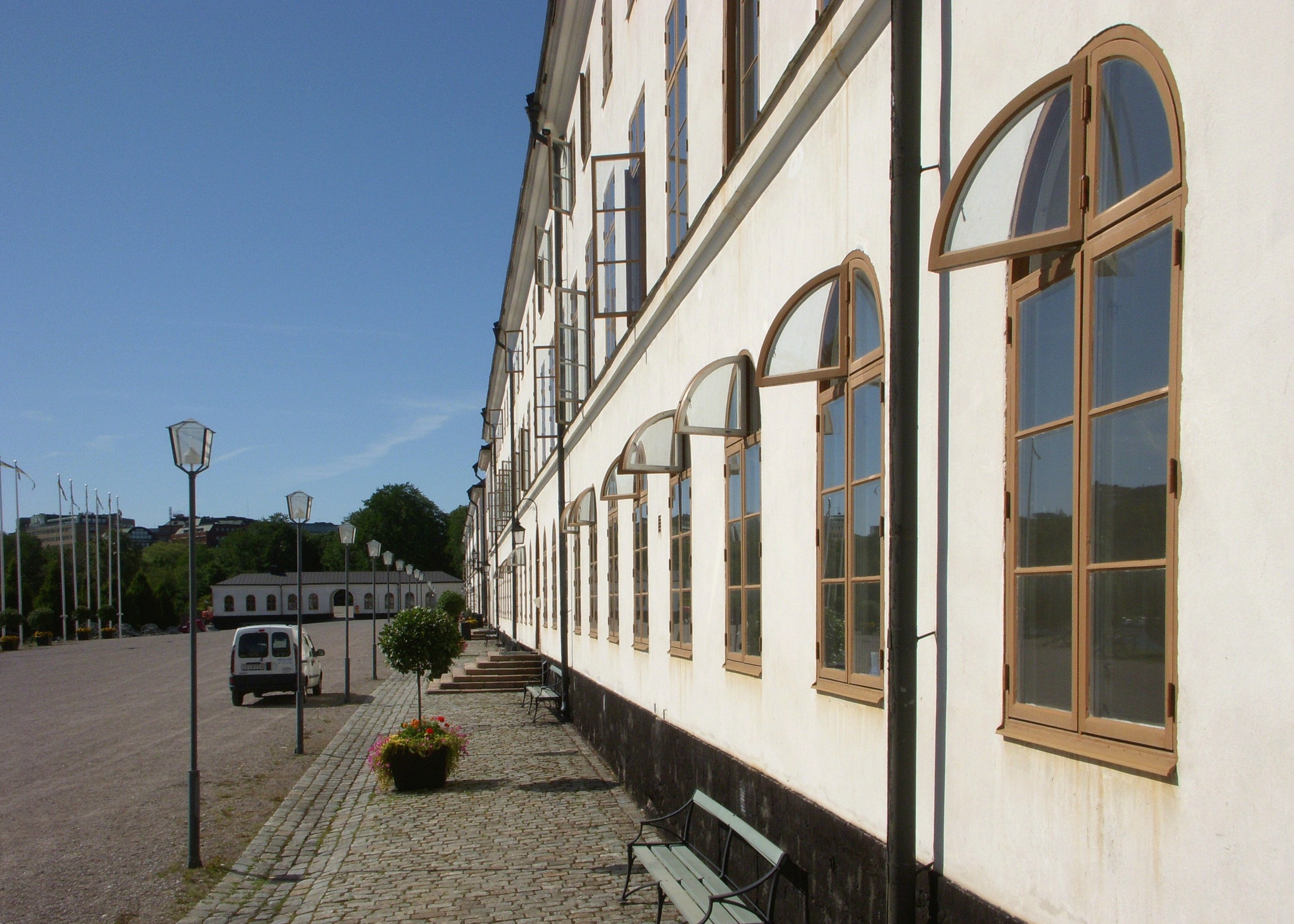
Huvudbyggnad, sydsidan
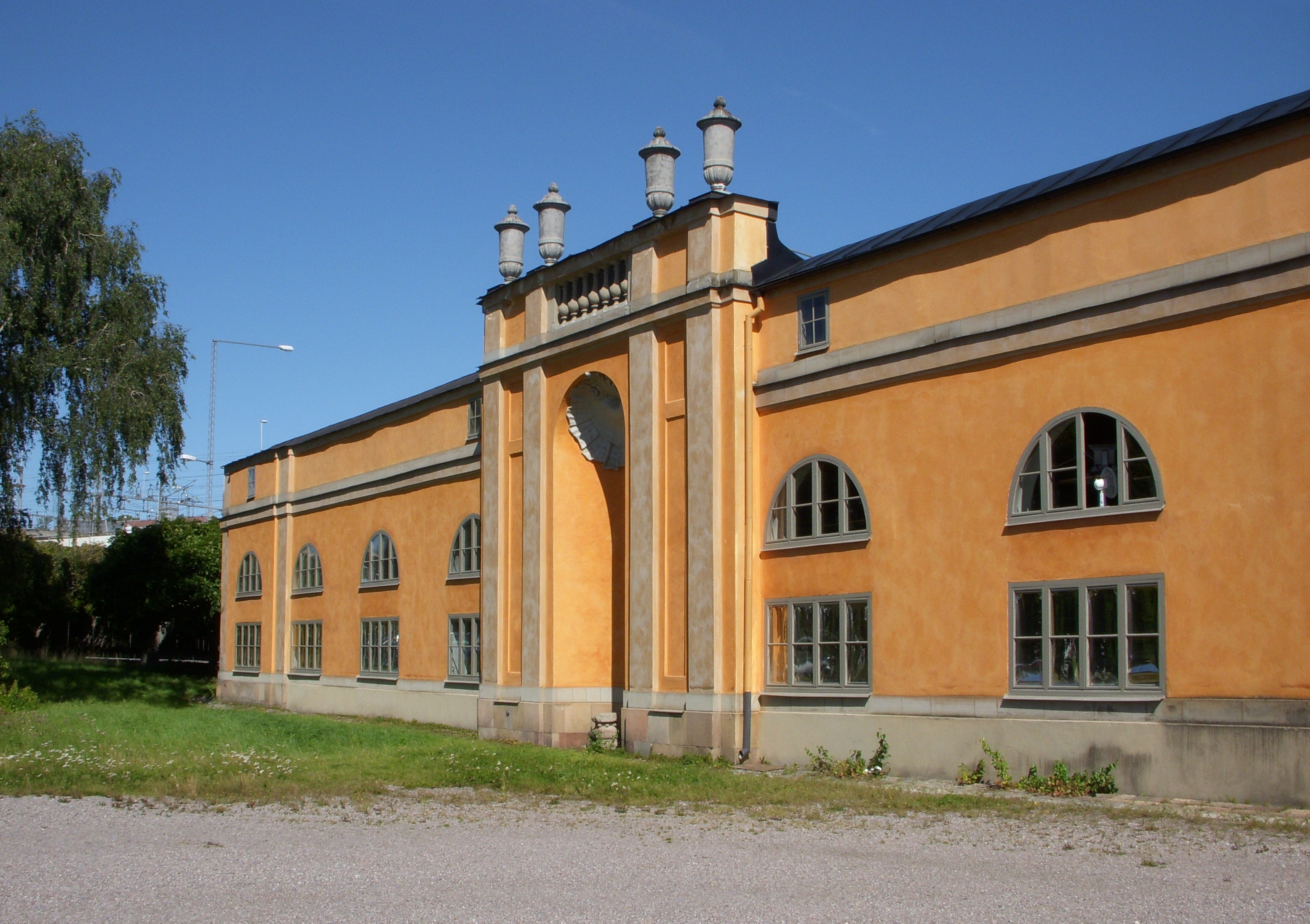
Stallbyggnaden

## Karlbergs slottspark

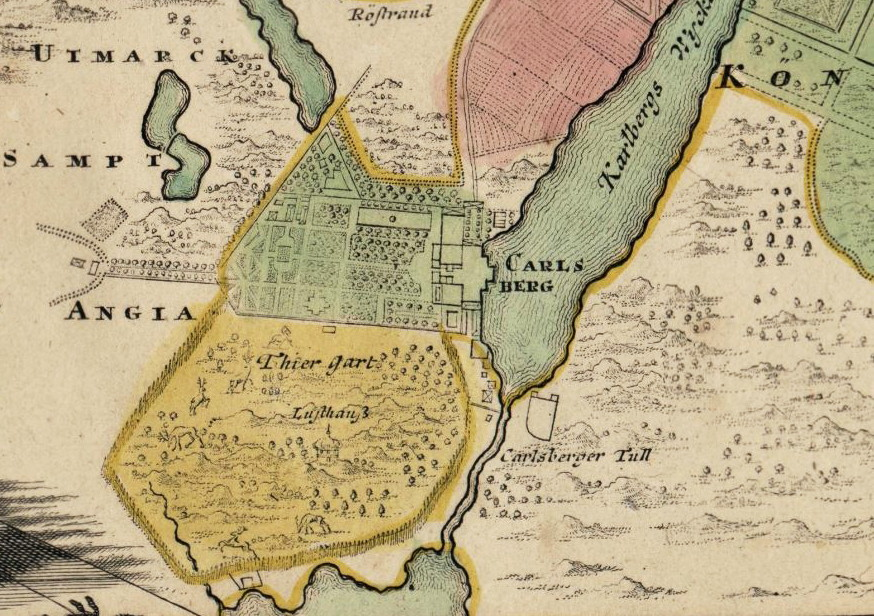
Karlbergs slott och park på Johann Baptist Homanns karta från 1724.
Norr är till vänster.

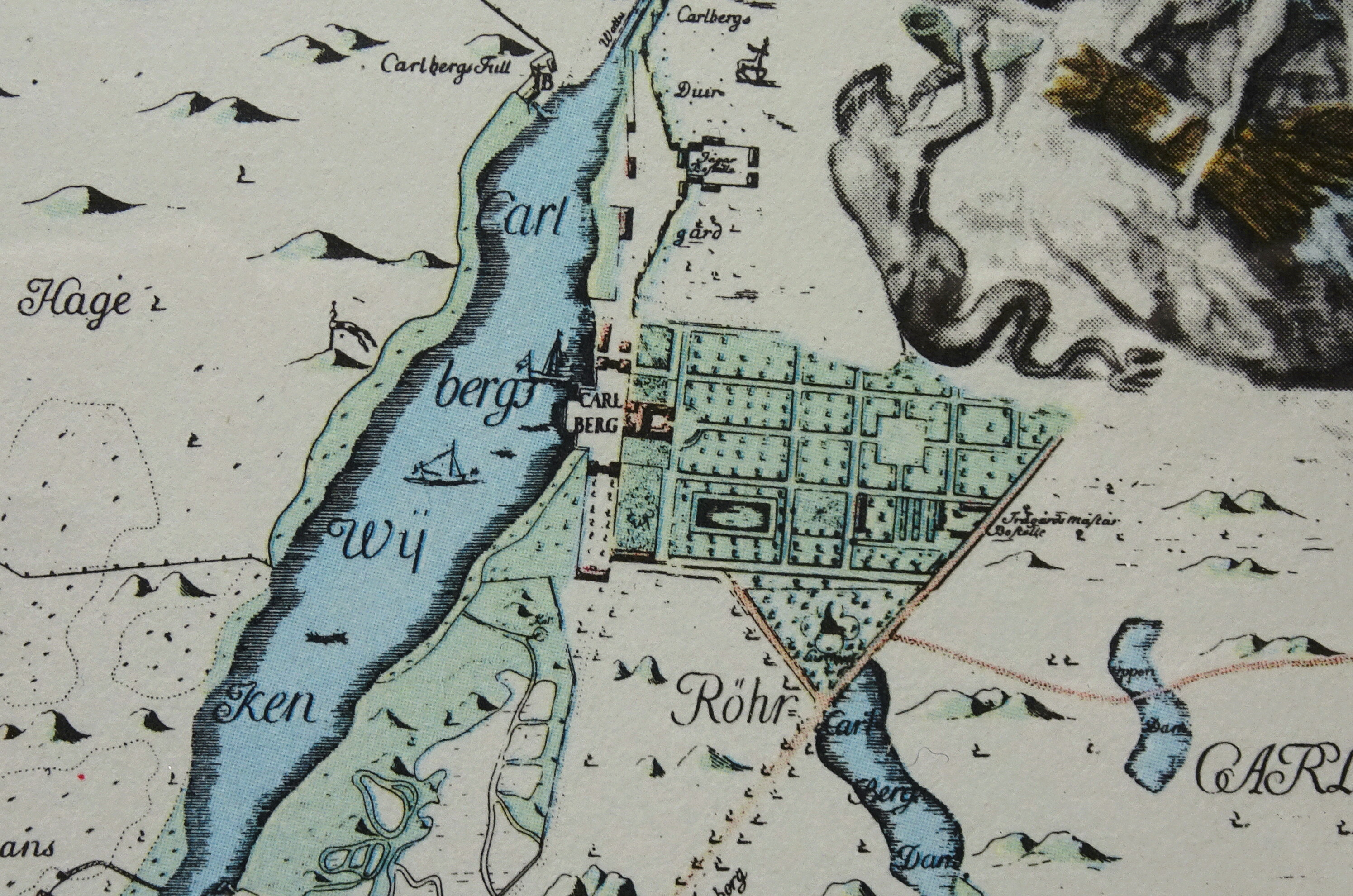
Karlbergs slott och park på Petrus Tillaeus' karta från 1733.
Norr är till höger.

När Magnus Gabriel De la Gardie köpte Karlberg år 1669 lät han även anlägga en ny påkostad barockpark under ledning av Jean De la Vallée. Orangeri, dammar, vattenkonster, parterrer och terrasser med buxbomsbroderier och trädplanteringar kom till. Inspirationen till parken kom från Frankrike. Arkitekten Nicodemus Tessin d.y. fullbordade arbetet med parken.
I början av 1700-talet fanns en stor inhägnad djurgård med lusthus väster om parken. I slutet av 1700-talet omgestaltades parken till en engelsk park efter dåtidens mode. Då tillkom promenadvägar och trädplanteringar. 
Från parken har man en vy på den ursprungliga, något okända norra slottsfasaden i barock. I parken finns några intressanta byggnader och minnesmärken:

### Dianas tempel
På en liten kulle lät  Gustav III  åren 1790–1792  uppföra Dianas tempel till sjöguden Neptuni ära; arkitekt var Carl Christoffer Gjörwell d.y. Namnet började användas under 1900-talet. Troligen är det frågan om en förväxling med Magnus Gabriel De La Gardies jakttempel "Dianeberg".

### von Döbelns sten
Minnesstenen restes 1815 genom kronprins Oskars försorg till ära för sin ordonnansofficer Wilhelm von Döbeln som blev kadett vid Karlberg 1802 och utexaminerades 1805.

### Runstenen
Denna runsten fanns ursprungligen vid gården Stenbrottet inom nuvarande Karolinska institutets område och flyttades 1921 till sin nuvarande plats. Stenens runor berättar: "ANUND och TORFILS de läto resa stenen efter ÅSGÖT". (se Upplands runinskrifter 124)

### Pompes grav
På Karlberg ligger Karl XII:s hund "Pompe" (nr. 1) begraven. "Pompe" nummer 1 dog på Karlberg 1699 och begravdes här. "Pompe" nummer 2 dog i Polen 1703 och den tredje dog i Ungern 1714 under kungens ritt från Bender.

### Karl XII:s ek
I sydvästra delen av parken reser sig en mäktig, numera död ek med ett omkrets på 640 centimeter som kallas "Karl XII:s ek". Det sägs att Prins Karl sedermera kung Karl XII lekte här med sina syskon, Ulrika Eleonora och Hedvig Sofia och klättrade i trädets krona. Eken är förtecknat som naturminne nr 219 i botaniker Rutger Sernanders Stockholmstraktens natur- och kulturminnen från 1935. Idag räknas eken dock inte längre som ett av Solnas naturminnen. Se även Karl XI:s ek på Djurgården.

### Sprängstenen
Eller "Minolyckan 1942", är en minnessten som restes sedan sex reservofficerskadetter från I17 i Uddevalla omkom vid en övning med skarpa minor den 27 juli 1942. En skarp mina gick av och antände flera andra. Fem kadetter omkom omedelbart och den sjätte avled på sjukhus dagen efter. En gemensam begravningsgudstjänst genomfördes på Krigsskolan Karlbergs kyrkplan den 1 augusti 1942 och på I 17 arrangerades en minnesgudstjänst på Samnerödsfältet, där alla regementets anställda och all värnpliktig personal deltog.

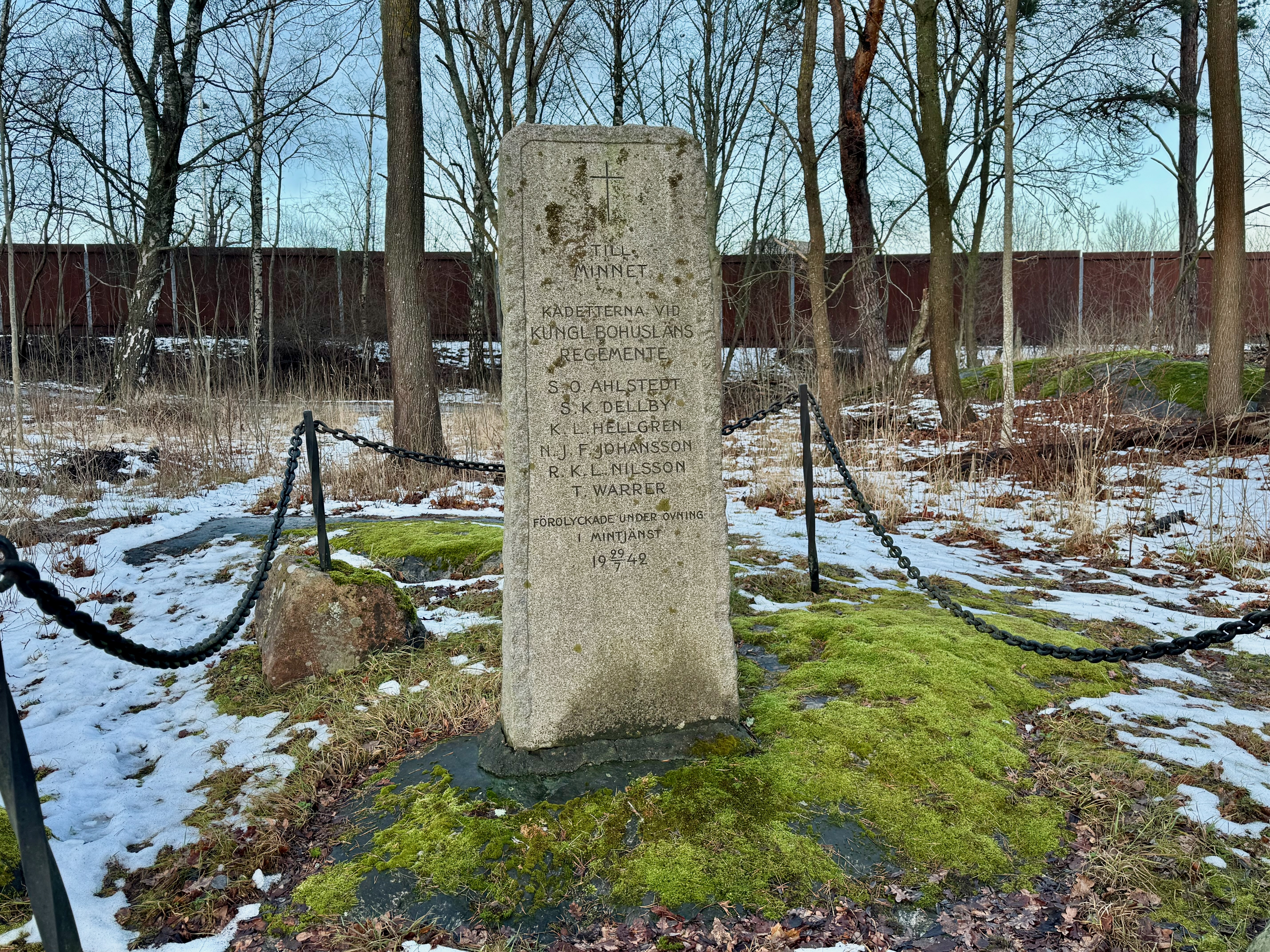
Sprängstenen

### Bilder från parken

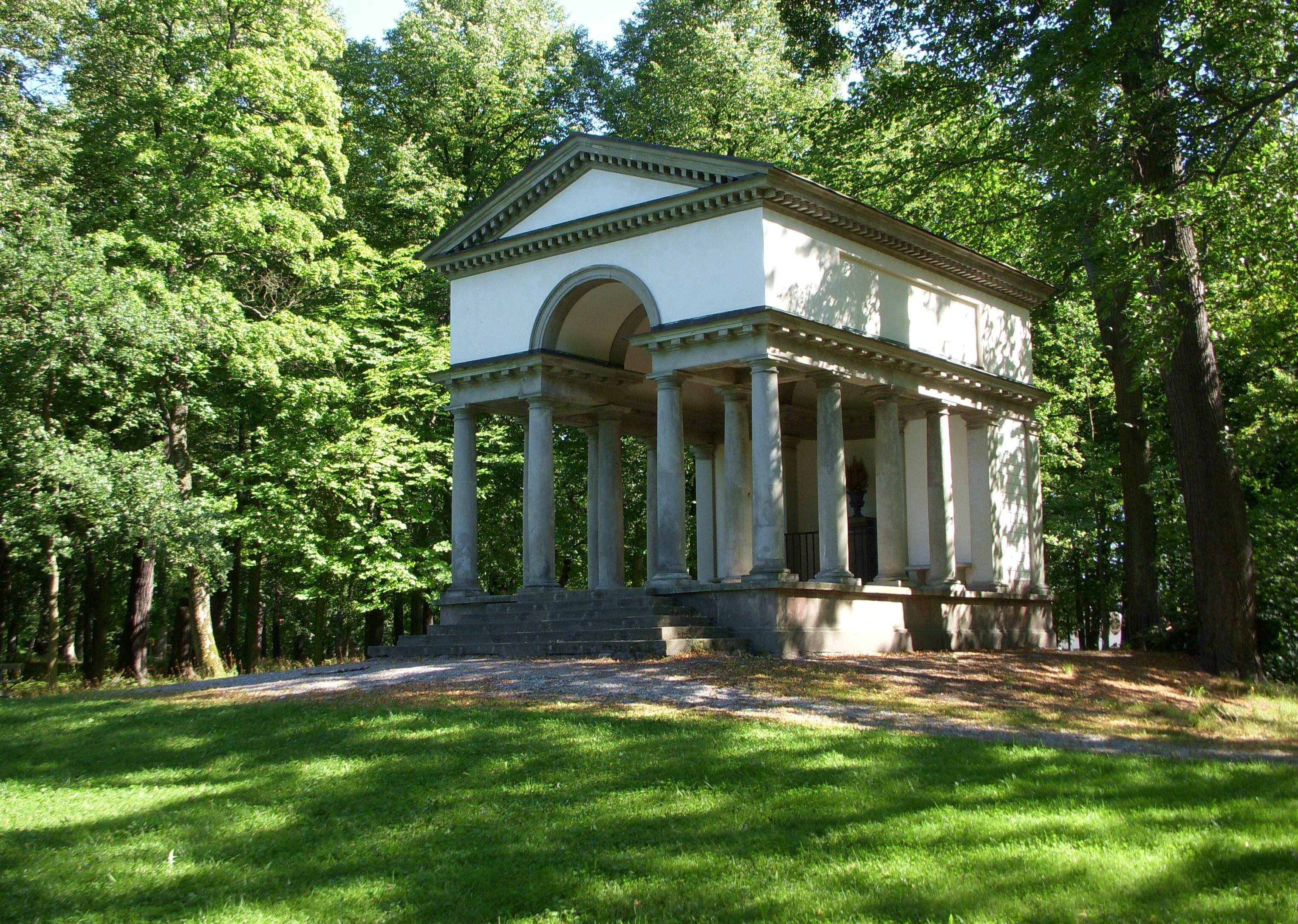
Dianas tempel
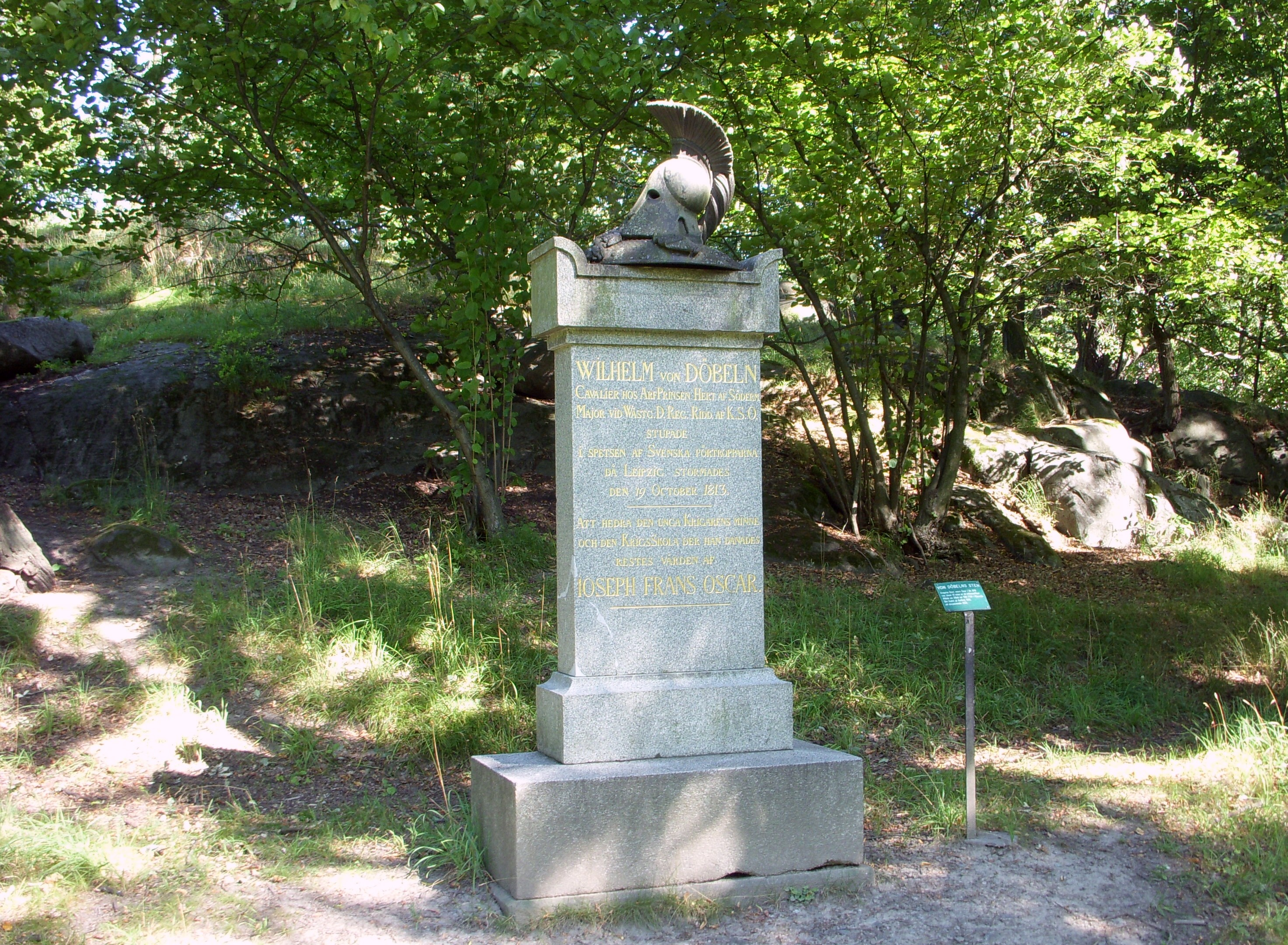
Wilhelm von Döbelns minnessten
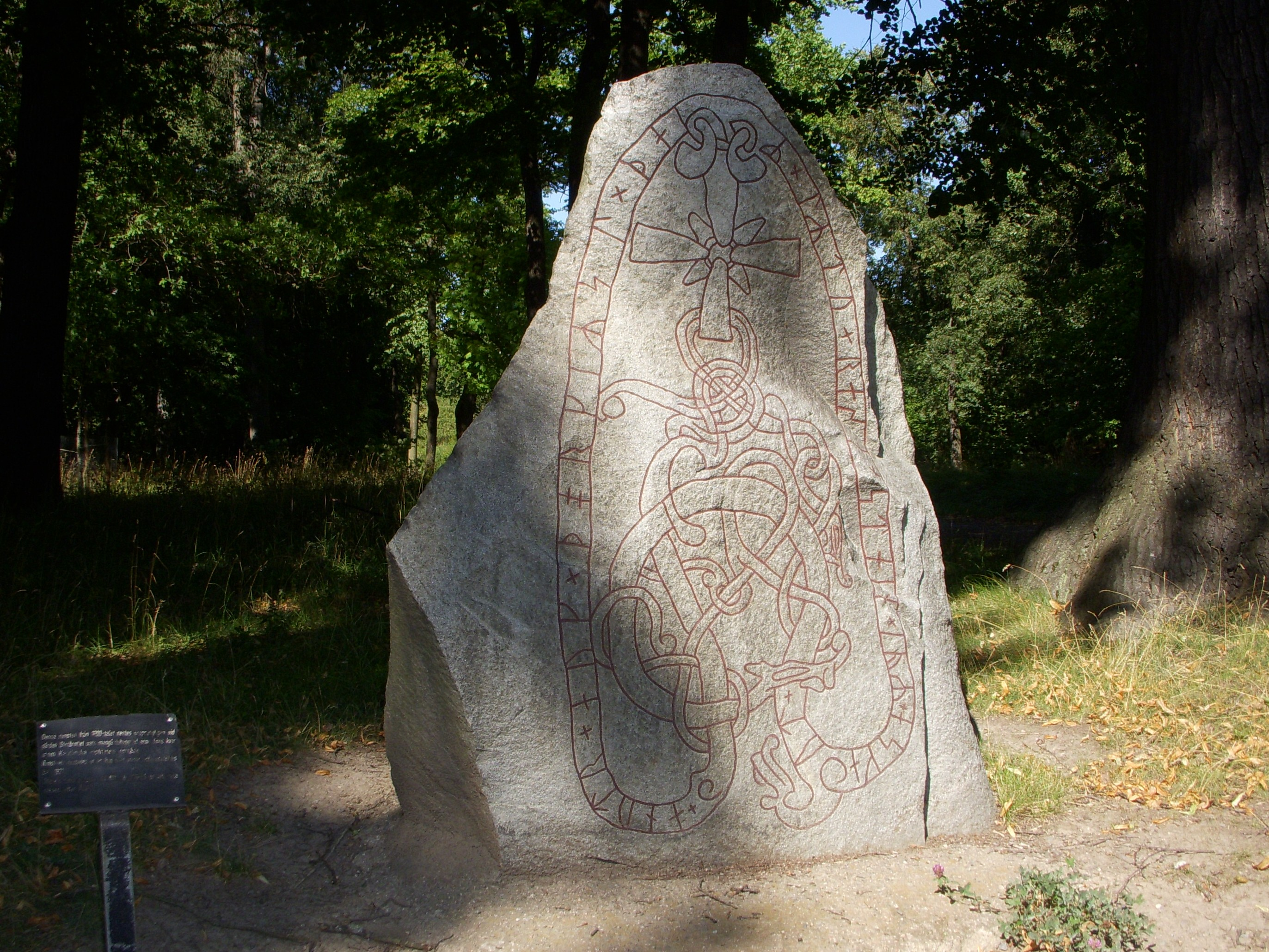
Runstenen
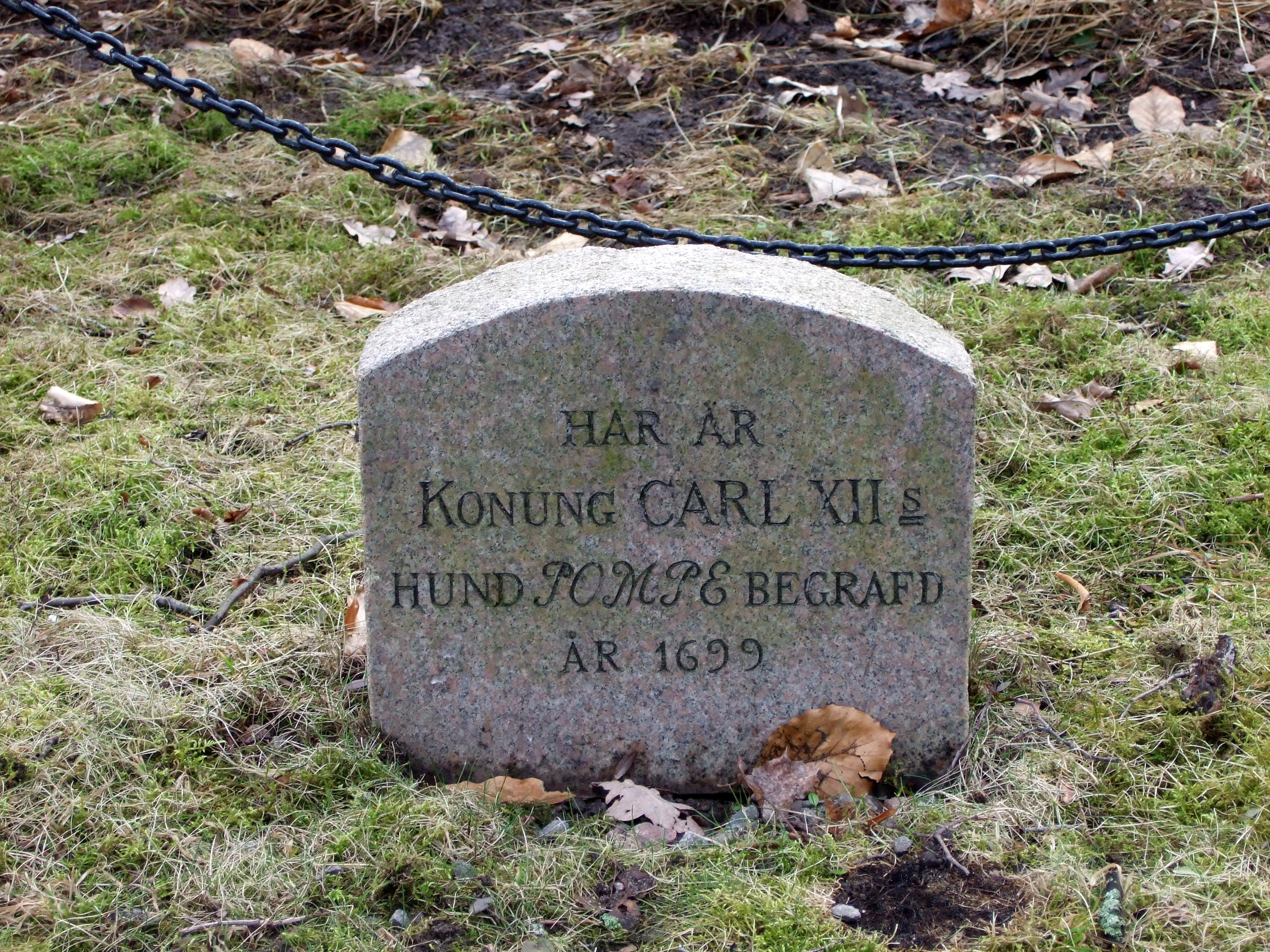
"Pompes" grav
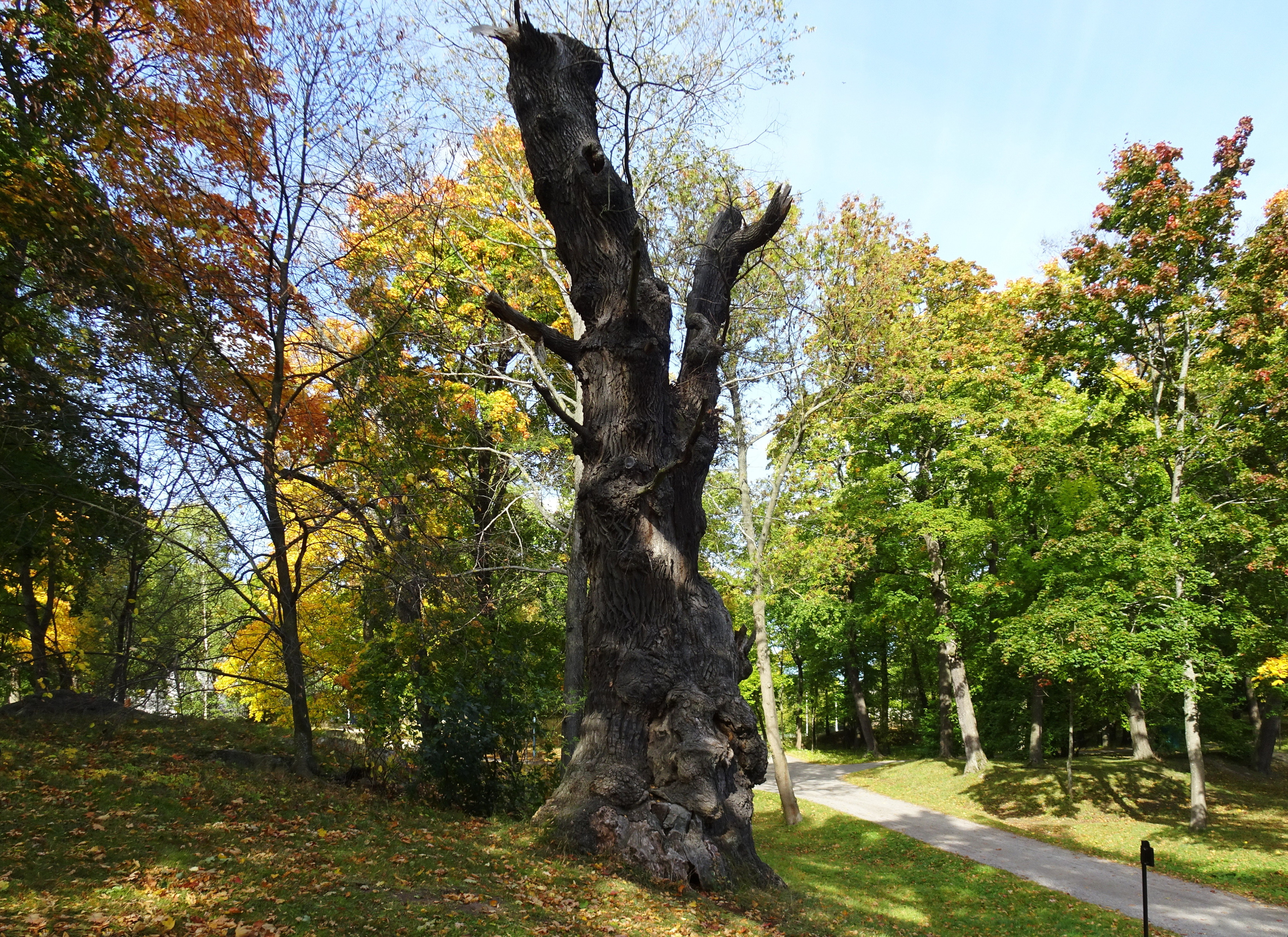
Karl XII:s ek